# دولفين للطاقة
دولفين للطاقة هي شركة غاز مقرها أبو ظبي ، الإمارات العربية المتحدة . تم تأسيسها في مارس 1999 من قبل حكومة أبوظبي. اعتبارًا من اليوم، أصبحت شركة دولفين للطاقة مملوكة لشركة مبادلة للاستثمار ، نيابة عن حكومة أبوظبي، (51% من الأسهم)، وشركة توتال إس إيه (24.5%)، وشركة أوكسيدنتال بتروليوم (24.5%).  ولديها أيضًا عمليات مقرها في الدوحة ، قطر
تقع شركة دولفين للطاقة المحدودة في منطقة خليفة الصناعية (كيزاد) ومقرها الرئيسي في جزيرة المارية في أبوظبي وتلبي 30 بالمائة من احتياجات دولة الإمارات العربية المتحدة للطاقة "
وللشركة عدة مشاريع ومبادرات للحفاظ على البيئة وحماية الحياة البحرية والشعاب المرجانية في دولة الإمارات ، ومبادرات التقنية الخضراء والمكاتب الخضراء.

## مشروع دولفين للغاز
يتضمن مشروع دولفين للغاز التابع لشركة دولفين للطاقة إنتاج ومعالجة الغاز الطبيعي من حقل الشمال في قطر ، ونقل الغاز عبر خط أنابيب بحري إلى الإمارات العربية المتحدة وسلطنة عمان . وفي يوليو 2007، أعلنت الشركة أنها بدأت إنتاج الغاز من حقل الشمال القطري . يتم معالجة الغاز في مصنع معالجة الغاز في مدينة راس لفان الصناعية في قطر، ثم يتم نقله إلى الميثان المكرر عن طريق خط أنابيب التصدير تحت البحر من قطر إلى مرافق استقبال الغاز التابعة لشركة دولفين للطاقة في الطويلة في أبو ظبي . 
اليوم، يتم تسليم 2 مليار قدم مكعب قياسي من الغاز الطبيعي يومياً إلى دولة الإمارات العربية المتحدة وسلطنة عمان ، مما يدعم توليد الطاقة وتحلية المياه والتنمية الصناعية. وهي أيضًا شركة تابعة مقرها في الدوحة، قطر.